# Йоганн Йозеф Мост

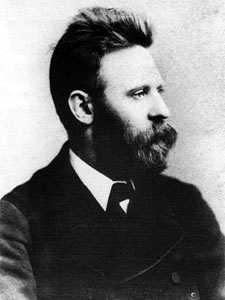
Йоганн Йозеф Мост

Йоганн Йозеф Мост (нім. Johann Most Johann Most, 5 лютого 1846, Аугсбург — 17 березня 1906, Цинциннаті) — німецько-американський анархіст і оратор, в кінці XIX століття просував революційну стратегію «пропаганди дією». Більшу частину свого життя провів у в'язницях. 

## Біографія
У 1874—1878 роках — депутат соціал-демократичної фракції в Рейхстазі. Соратник Вільгельма Гассельмана, разом з яким, був лідером угруповання в СДПН, яка критикувала політику партії. 
Розчарування в парламентаризмі перетворило Й. Моста в переконаного анархіста. Переїхавши до Лондона, він заснував революційну газету «Die Freiheit», де в 1881 році висловлював захоплення з приводу вбивства Олександра II в Росії. У 1885 році вийшла найвідоміша його книга під назвою «Наука революційних військових дій: керівництво по використанню і приготування нітрогліцерину, динаміту, піроксиліну, гримучої ртуті, бомб, запалів, отрут і іншого». 
У США у нього завдяки ораторської майстерності з'явилися послідовники, найяскравішими з яких виявилися Емма Гольдман та Олександр Беркман. У 1892 році Беркман здійснив «пропаганду дією», зробивши замах на Фріка, винного в репресіях проти робітників. Однак Беркман не отримав підтримки Моста, а навпаки, зазнав різкої критики. Розгнівана Гольдман публічно відшмагала Моста батогом по обличчю, звинувативши в боягузтві. 
У 1906 році Й. Мост помер покинутий своїми колишніми однодумцями. 